# Morgongåvan, Helsingfors
Morgongåvan, finska: Huomenlahja, är en ö i Finland. Den ligger i Finska viken och i kommunen Helsingfors i den ekonomiska regionen  Helsingfors i landskapet Nyland, i den södra delen av landet. Ön ligger omkring 12 kilometer öster om Helsingfors.
Öns area är 0,9 hektar och dess största längd är 150 meter i nord-sydlig riktning. Ön höjer sig omkring 5 meter över havsytan.